# Dentifibula viburni
Dentifibula viburni är en tvåvingeart som först beskrevs av Ephraim Porter Felt 1907.  Dentifibula viburni ingår i släktet Dentifibula och familjen gallmyggor.
Artens utbredningsområde är New York. Inga underarter finns listade i Catalogue of Life.